# Касони (Павија)
Касони је насеље у Италији у округу Павија, региону Ломбардија.
Према процени из 2011. у насељу је живело 173 становника. Насеље се налази на надморској висини од 59 м.